# Fastlane 2021
Fastlane 2021 è stata la sesta edizione dell'omonimo evento in Pay-per-View prodotto dalla WWE. L'evento si è svolto il 21 marzo 2021, al Tropicana Field di St. Petersburg (Florida).
A causa della pandemia di COVID-19, l'evento si è svolto con la sola presenza del personale autorizzato. Il pay-per-view venne trasmesso tramite una serie di pannelli a LED intorno all'arena e i fan da tutto il mondo hanno potuto assistere in diretta all'evento tramite collegamento remoto.

## Storyline
Nella puntata di SmackDown del 19 febbraio Bianca Belair, la SmackDown Women's Champion Sasha Banks e Reginald sconfissero Bayley e le Women's Tag Team Champions Nia Jax e Shayna Baszler. Di conseguenza, fu annunciato un match titolato per Elimination Chamber, dove le campionesse difesero con successo le cinture. Successivamente, fu annunciato un rematch titolato Fastlane.
A Elimination Chamber, Daniel Bryan vinse l'omonimo match riservato al roster di SmackDown, che gli valse un match per lo Universal Championship la stessa sera contro Roman Reigns, che lo batté facilmente e al termine del match, il vincitore del royal rumble match, Edge, colpì Reigns con la spear, annunciando che sfiderà proprio lo Universal Champion a WrestleMania 37. Nel successivo episodio di SmackDown, Daniel Bryan interruppe il promo del campione e lo sfidò ad una rivincita per Fastlane. Il WWE Official Adam Pearce, diede l'opportunità a Bryan a condizione che avesse battuto Jey Uso quella sera. Tuttavia, il match si concluse con un doppio count out. Per la puntata successiva, fu indetto uno steele cage match, che fu vinto da Bryan, che ottenne quindi il suo match titolato. Dopo la firma del contratto avvenuta il 12 marzo, per la successiva puntata di SmackDown, Edge e Jey Uso si scontrarono in un match il cui vincitore sarebbe stato nominato special enforcer per il match di Fastlane, dove fu il primo a trionfare.
Dopo aver fallito l'assalto all'Intercontinental Championship di Big E, Apollo Crews effettuò un turn heel e iniziò ad abbracciare le sue origini nigeriane. Nell'episodio di SmackDown del 19 febbraio, dopo la sconfitta contro Shinsuke Nakamura dove Big E era al tavolo di commento, Crews attaccò il giapponese, che fu salvato da Big E, ma per tutta risposta, Crews attaccò il campione intercontinentale con i gradoni d'acciaio, mettendolo fuori combattimento per alcune settimane. Big E lanciò una open challenge dove ha mantenne il titolo contro Sami Zayn. Dopo il match Crews accecò Big E e lo attaccò ancora una volta con i gradoni d'acciaio. Nel corso della puntata, fu annunciato che Big E avrebbe dovuto difendere il titolo contro Crews a Fastlane.
Nell'episodio di Raw del 1º febbraio, Sheamus attaccò Drew McIntyre e dichiarò di non essere più suo amico e puntare al WWE Championship e nella stessa sera, quest'ultimo accettò la sfida per un match uno contro uno. Successivamente il titolo fu difeso a Elimination Chamber, in cui era presente anche Sheamus. McIntyre mantenne il titolo, ma The Miz, incassò il suo Money in the Bank dopo che McIntyre fu attaccato da Bobby Lashley. Dopo aver lottato in un match uno contro uno nella puntata di Raw del 1º marzo (vinto da McIntyre), i due si riaffrontarono la settimana successiva, ma il match fu interrotto per decisione dell'arbitro, dopo che i due si colpirono vicendevolmente con i gradoni d'acciaio. Nell'episodio del 15 marzo, fu ufficializzato un No Holds Barred match tra McIntyre e Sheamus per Fastlane.
A TLC: Tables, Ladders & Chairs, Randy Orton sconfisse "The Fiend" Bray Wyatt in un firefly inferno match. Nel post match, Orton cosparse di benzina l'avversario e gli diede fuoco. A seguito di ciò, Alexa Bliss, alleata di Wyatt, iniziò a perseguitare Orton, costandogli anche diversi match. Il 15 marzo a Raw, Bliss sfidò Orton a Fastlane, e quest'ultimo accettò nella speranza di liberarla da Wyatt.
Nella puntata di SmackDown del 19 febbraio Seth Rollins ritornò attaccando brutalmente Cesaro, il quale si vendicò la settimana dopo. Nella puntata di SmackDown del 12 marzo Cesaro sconfisse Murphy per squalifica a causa dell'attacco di Rollins, il quale, una volta tornato nel backstage, ebbe un breve scambio di occhiate con Shinsuke Nakamura. La settimana dopo, Rollins e Nakamura ebbero un confronto sul ring, con il secondo che colpì Rollins con la Kinshasa e la stessa sera, fu annunciato un match tra i due a Fastlane
Ad Elimination Chamber, Riddle vinse lo United States Championship in un Triple Threat match che comprendeva anche il campione Bobby Lashley e John Morrison. Nella puntata di Raw del 1º marzo, Mustafa Ali sconfisse lo United States Champion Riddle in un match non titolato, ma la settimana dopo Ali affrontò nuovamente Riddle, questa volta per il titolo, ma venne sconfitto. Una rivincita titolata venne poi annunciata per il Kick-off di Fastlane.

## Risultati
| #       | Match                                                                                   | Stipulazioni                                                                  | Durata |
| ------- | --------------------------------------------------------------------------------------- | ----------------------------------------------------------------------------- | ------ |
| Kickoff | Riddle (c) ha sconfitto Mustafa Ali (con la Retribution)                                | Single match per il WWE United States Championship                            | 9:16   |
| 1       | Nia Jax e Shayna Baszler (c) (con Reginald) hanno sconfitto Bianca Belair e Sasha Banks | Tag team match per il WWE Women's Tag Team Championship                       | 9:45   |
| 2       | Big E (c) ha sconfitto Apollo Crews                                                     | Single match per il WWE Intercontinental Championship                         | 5:45   |
| 3       | Braun Strowman ha sconfitto Elias (con Jaxson Ryker)                                    | Single match                                                                  | 3:50   |
| 4       | Seth Rollins ha sconfitto Shinsuke Nakamura                                             | Single match                                                                  | 12:55  |
| 5       | Drew McIntyre ha sconfitto Sheamus                                                      | No holds barred match                                                         | 19:40  |
| 6       | Alexa Bliss ha sconfitto Randy Orton                                                    | Intergender match                                                             | 4:45   |
| 7       | Roman Reigns (c) (con Paul Heyman) ha sconfitto Daniel Bryan                            | Single match per il WWE Universal Championship con Edge come special enforcer | 30:00  |